# Volo Pan Am 845
Il volo Pan Am 845 era un Boeing 747-121, codice di registrazione N747PA, che operava come volo passeggeri internazionale tra Los Angeles e Tokyo, con scalo intermedio all'Aeroporto Internazionale di San Francisco. Il 30 luglio 1971, alle 15:29 PDT, durante il decollo da San Francisco verso Tokyo, l'aereo colpì le strutture del sistema di illuminazione per l'avvicinamento situate oltre la fine della pista, ferendo gravemente due passeggeri e subendo danni significativi.
L'equipaggio proseguì il decollo, sorvolando l'oceano e girando in cerchio per scaricare carburante, tornando indietro per compiere un atterraggio d'emergenza. Dopo aver fermato il 747, l'equipaggio diede inizio ad un'evacuazione d'emergenza, durante la quale 27 passeggeri rimasero feriti mentre uscivano dall'aereo, di cui 8 riportarono gravi lesioni alla schiena. L'incidente venne indagato dall'NTSB, che stabilì come probabile causa l'uso da parte del pilota di una velocità di riferimento di decollo errata. L'NTSB riscontrò pure diversi errori procedurali nella diffusione e nel recupero delle informazioni sulla sicurezza del volo, che contribuirono all'incidente.

## Aereo ed equipaggio
Il Boeing 747-121, codice di registrazione N747PA, numero di serie di fabbricazione 19639, volò per la prima volta l'11 aprile 1969 venendo portato alla Pan Am il 3 ottobre 1970. Era il secondo 747 prodotto, ma non venne consegnato fino a quasi le dieci mesi dopo il volo del primo 747 della Pan Am, il Clipper Victor. Originariamente chiamato Clipper America, aveva registrato 2.900 ore di volo al momento dell'incidente.
L'equipaggio di volo del volo 845 era composto da cinque piloti (un capitano, un primo ufficiale, un ingegnere di volo, assieme ad un ingegnere di volo e un pilota di supporto). Il capitano era Calvin Y. Dyer, un 57enne residente a Redwood City, California, un pilota con 27.209 ore di volo sul curriculum, 868 delle quali sul 747. Il primo ufficiale era Paul E. Oakes, 40 anni, residente a Reno, Nevada, con 10.568 ore di esperienza, 595 sul 747. L'ingegnere di volo era Winfree Horne, 57 anni e originario di Los Altos, aveva accumulato 23.569 ore di volo, 168 sul 747. Il secondo ufficiale Wayne E. Sagar, 34 anni, era il pilota di supporto con 3.230 ore di esperienza di volo, 456 sul 747. L'ingegnere di volo di supporto era Roderic E. Proctor, un residente 57enne di Palo Alto, aveva vantava 24.576 ore di volo, 236 sul 747.
Il 29 luglio 1971, Dyer, Oakes, Horne, Sagar e Proctor avevano trascorso l'intera giornata fuori servizio. Avevano anche gestito la prima tappa del volo da Los Angeles a San Francisco.

## L'incidente

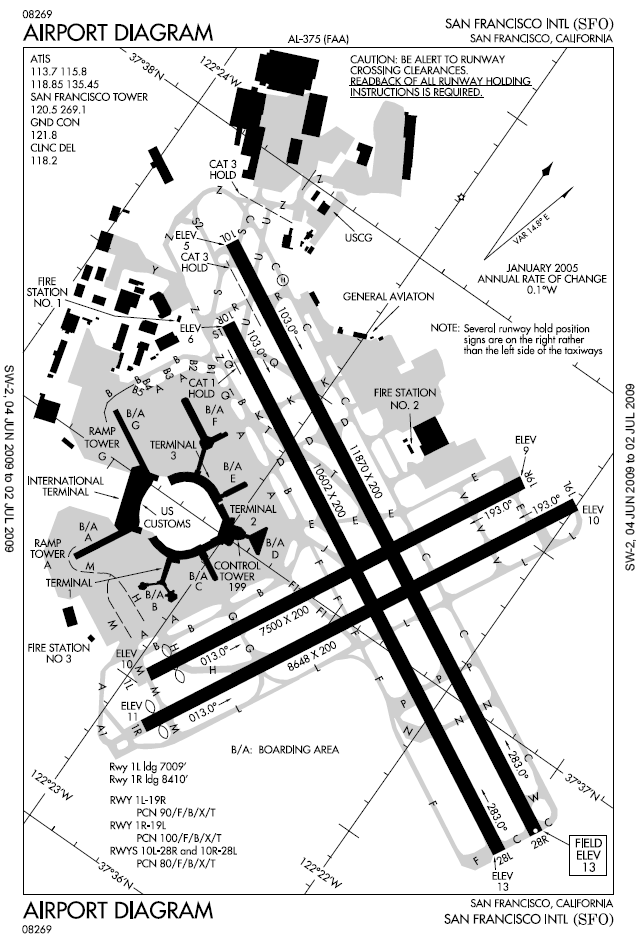
Diagramma moderno dell'aeroporto di San Francisco che mostra la disposizione della pista (nel 1971 la pista 28R era più corta di oltre 2.000 piedi (610 m)).

L'equipaggio del volo 845 aveva pianificato e calcolato il decollo dalla pista 28L, ma scoprì solo dopo aver lasciato il terminal che questa pista era stata chiusa ore prima per manutenzione, e che pure i primi 1.000 piedi (300 m) della pista 01R, la pista alternativa in quel momento, erano chiusi. Dopo essersi consultato con gli spedizionieri di volo della Pan Am  e con la torre di controllo, l'equipaggio decise di decollare dalla pista 01R, più corta rispetto alla 28L, con condizioni di vento meno favorevoli.
La pista 01R era lunga circa 8.500 piedi (2.600 m) dall'inizio leggermente spostato (il punto in cui doveva iniziare il decollo) alla fine, che era la lunghezza di decollo disponibile per il volo 845. A causa di vari malintesi, l'equipaggio di condotta fu erroneamente informato che la lunghezza disponibile al decollo dalla soglia era di 9.500 piedi (2.900 m) o 1.000 piedi (300 m) più lunga di quanto fosse in realtà. Nonostante la lunghezza minore, è stato successivamente stabilito che l'aereo avrebbe potuto decollare in sicurezza, se fossero state seguite le procedure appropriate.
Mentre l'equipaggio si preparava al decollo sulla pista più corta, selezionato 20 gradi di flap invece dei 10 gradi originariamente previsti, ma non ricalcolò le velocità di riferimento al decollo (V1, Vr e V2), che erano state decise per la prima impostazione dei flap, risultando quindi troppo alti per la loro effettiva configurazione di decollo.
Di conseguenza, queste velocità critiche sono state raggiunte in ritardo e la corsa per il decollo dell'aereo si prolungò in modo anomalo. Infatti il primo ufficiale chiamò la Vr a 160 nodi (184 mph; 296 km/h) invece dei previsti 164 nodi (189 mph; 304 km/h) perché la fine della pista stava "arrivando a una velocità molto rapida."

## Danni

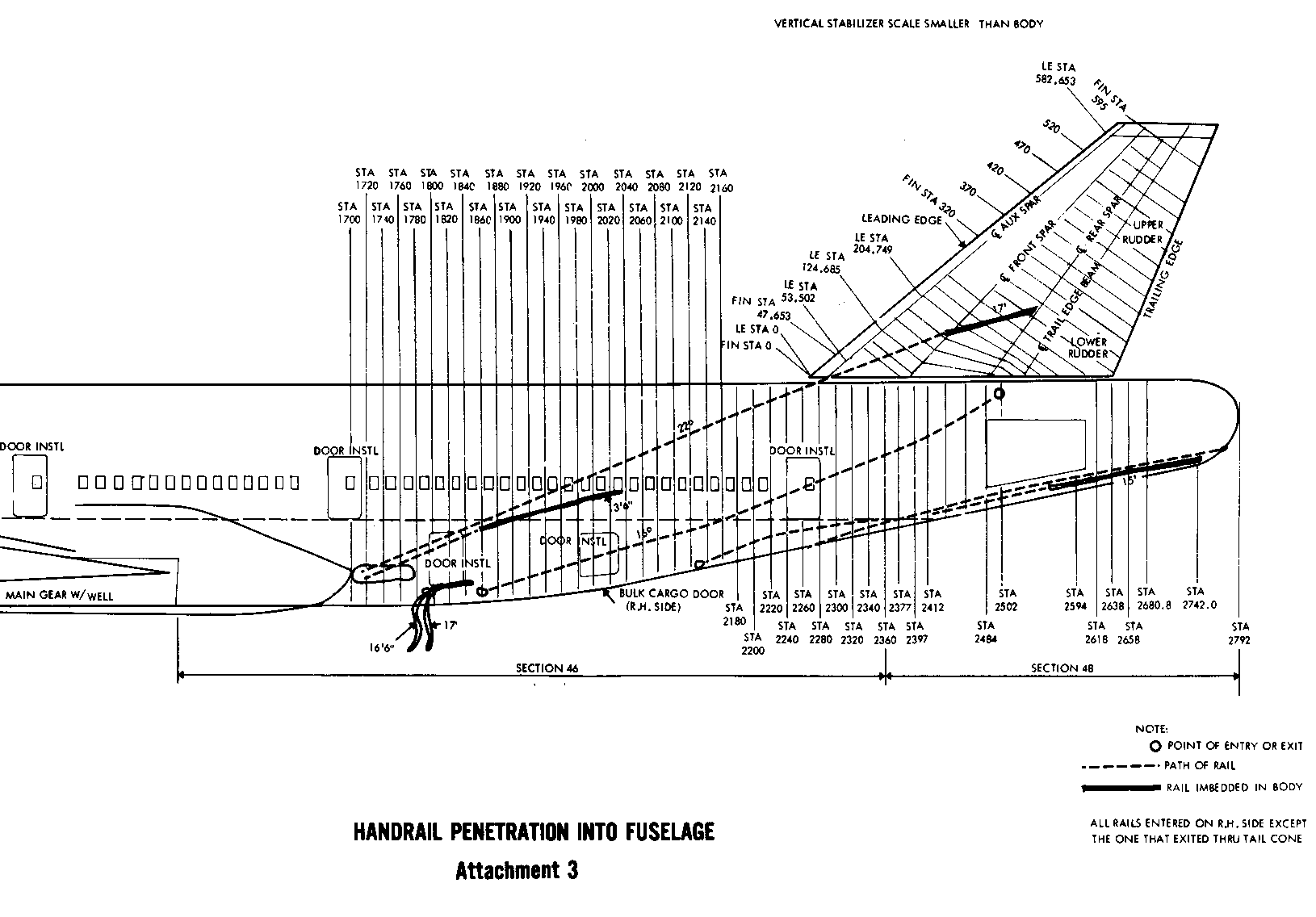
Diagramma che mostra la penetrazione della fusoliera e della coda del Boeing 747 da parte delle strutture del sistema di illuminazione di avvicinamento (dal rapporto finale dell'NTSB).

Incapace di raggiungere un'altitudine sufficiente per oltrepassare gli ostacoli alla fine della pista, la fusoliera di poppa, il carrello di atterraggio e altre strutture dell'aereo rimasero danneggiate quando colpirono i componenti del sistema di illuminazione per l'avvicinamento (ALS) a oltre 160 nodi (180 mph; 300 km/h). Tre pezzi di ferro angolare fino a 17 piedi (5,2 m) penetrarono nella cabina, ferendo due passeggeri. Il carrello di atterraggio posteriore principale destro si trovò spinto a forza verso l'alto nella fusoliera, e il carrello di atterraggio posteriore sinistro fu strappato via, rimanendo penzolante sotto l'aereo. Altri sistemi danneggiati nell'impatto includevano i sistemi idraulici n. 1, 3 e 4, diverse superfici di controllo delle ali e dell'impennaggio e i relativi meccanismi, i sistemi elettrici come il controllo antiscivolo, e tre scivoli di evacuazione.
Il volo proseguì sull'Oceano Pacifico per 1 ora e 42 minuti per scaricare carburante al fine di ridurre il peso per un atterraggio d'emergenza sicuro. Durante questo lasso di tempo vennero valutati i danni subiti dall'aereo e i feriti curati dai medici presenti a bordo. Dopo aver scaricato il carburante, l'aereo tornò in aeroporto. I servizi di emergenza vennero dispiegati all'istante e il Boeing atterrò sulla pista 28L. Durante l'atterraggio, sei pneumatici del carrello di atterraggio sotto l'ala si guastarono. Gli inversori di spinta funzionarono solo sul motore 4, quindi l'aereo virò lentamente a destra, fuori pista, e si fermò. Il carrello di atterraggio sotto l'ala sinistra prese fuoco, anche se questo incendio è stato estinto dallo sporco una volta che l'aereo virò fuori pista. Dopo essersi fermato, l'aereo si inclinò lentamente all'indietro perché uno dei carrelli era stato strappato via o si era guastato durante il decollo. Il 747 rimase fermo sulla coda con il muso sollevato. Fino a questo incidente nessuno era a conoscenza che il 747 si poteva inclinare all'indietro senza il supporto del carrello di atterraggio del corpo principale.

## Feriti
Non ci fu alcuna vittima tra i 218 passeggeri e l'equipaggio a bordo, ma 2 passeggeri rimasero gravemente feriti durante l'impatto e la successiva evacuazione, oltre ad altri 27 feriti.
Le barre di ferro angolare della struttura dell'ALS penetrarono nell'abitacolo, ferendo i passeggeri dei sedili 47G (quasi amputazione della gamba sinistra sotto il ginocchio) e 48G (grave lacerazione e schiacciamento della parte superiore del braccio sinistro).
Dopo l'atterraggio, l'aereo virò fuori pista sul suo carrello d'atterraggio danneggiato prima di fermarsi. L'evacuazione partì dalla parte anteriore, perché l'ordine di evacuazione non venne trasmesso tramite il sistema di indirizzi della cabina (era stato trasmesso erroneamente dalla radio), e partì da uno dei piloti uscito dalla cabina di pilotaggio, che aveva notato che l'evacuazione non era iniziata. Durante questo periodo, l'aereo si stabilizzò a poppa, appoggiandosi sulla coda in assetto con il muso in su. I quattro scivoli in avanti non erano sicuri a causa della pendenza e dei venti forti. La maggior parte dei passeggeri è stata evacuata dai sei scivoli posteriori. Otto passeggeri che si servirono degli scivoli anteriori riportarono gravi lesioni alla schiena e furono ricoverati in ospedale. Altri passeggeri avevano subito ferite più lievi come abrasioni e distorsioni.

## L'indagine
L'incidente fu indagato dal National Transportation Safety Board (NTSB), che pubblicò il suo rapporto finale il 24 maggio 1972. Secondo l'NTSB, la probabile causa dell'incidente era:

## Conseguenze

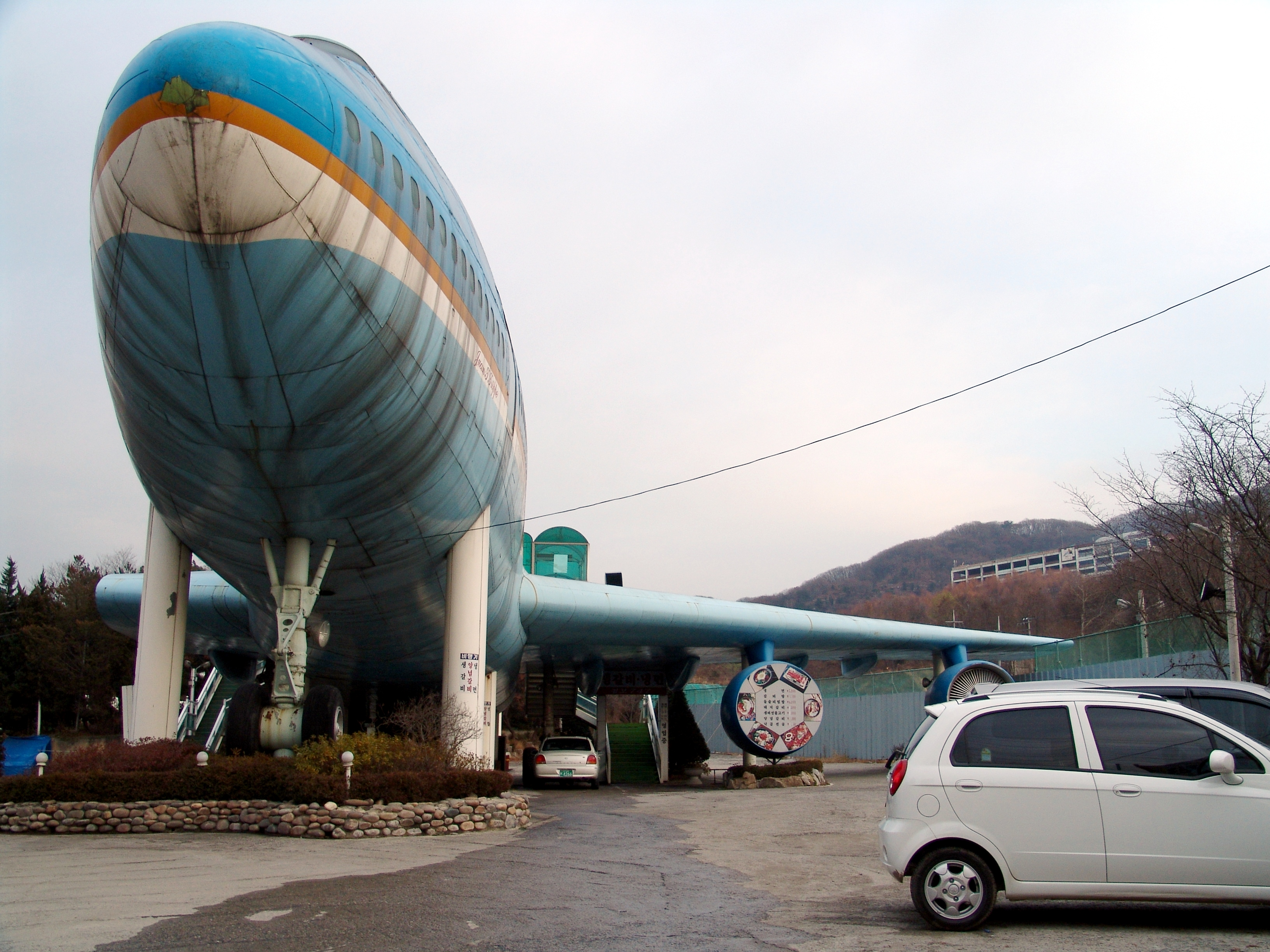
L'aereo, a Namyangju, in Corea del Sud, dove era stato trasformato in un ristorante.

In seguito all'incidente l'aereo è stato riparato e rimesso in servizio. L'N747PA fu nuovamente registrato e noleggiato ad Air Zaire come N747QC dal 1973 fino al marzo 1975, quando è stato restituito alla Pan Am, e ribattezzato prima Clipper Sea Lark e poi Clipper Juan T. Trippe in onore del fondatore della compagnia aerea. Rimase nella flotta della Pan Am fino a quando la compagnia aerea non cessò le operazioni nel 1991, venendo trasferito ad Aeroposta, poi (per breve tempo) alla nigeriana Kabo Air, di nuovo ad Aeroposta, e infine smantellato nel 1999 presso l'Aeroporto Internazionale San Bernardino a San Bernardino, California, dove era stato posto in magazzino almeno dal 1997.
Le parti dell'aereo sono state spedite a Hopyeong, Namyangju, in Corea del Sud, e riassemblate per fungere da ristorante per qualche tempo, fino alla chiusura. Dopo la chiusura del locale sorsero petizioni e campagne di numerosi appassionati dell'aviazione per musei o governi locali onde preservare lo storico aereo. Il Boeing è stato demolito nel 2010.
Nel 2017, la rivista Airways Magazine ha pubblicato un articolo in cui affermava che l'N747PA era solo parzialmente demolito e che tre grandi pezzi di fusoliera erano stati salvati e spostati non lontano nel sobborgo di Wolmuncheon-ro. Si pensava che l'ex aereo venisse utilizzato come chiesa verniciato con una livrea aerea coreana. (Località: 1052-7 Wolmun-ri, Wabu-eup, Namyangju-si, Gyeonggi-do, Corea del Sud). Tuttavia questa affermazione si è rivelata falsa poiché il 747 che si pensava fosse N747PA era lì da molto prima che l'aereo fosse demolito. A partire dal 2020, anche la chiesa formata dall'ignoto 747 era stata rimossa e sostituita da un nuovo edificio.